# ゼジッシェ・シュヴァイツ国立公園
ゼジッシェ・シュヴァイツ国立公園（ドイツ語: Nationalpark Sächsische Schweiz）は、ドイツザクセン州の州都ドレスデンの近くにある国立公園である。
この国立公園は、エルベ砂岩山脈のドイツ地域の中心部にある93.5km²の2つの地域をカバーしている。この地域は、しばしばゼクジッシェ・シュヴァイツ(またはザクセン・スイス)（ドイツ語: Sächsische Schweiz）と呼ばれる。
この国立公園は、チェコのチェスケー・シュヴィーチャルスコ国立公園（チェコ語: České Švýcarsko）に隣接している。